# Rends-moi la clé
Pour plus de détails, voir Fiche technique et Distribution.
Rends-moi la clé est un film français réalisé par Gérard Pirès et sorti en 1981.

## Synopsis
Catherine (Jane Birkin), la trentaine, vive et indépendante, aime Nicolas (Jacques Dutronc), un jeune patron fonceur. Nicolas voudrait l'épouser et avoir un enfant avec elle. Au moment où elle dit oui, Charlie (Guy Marchand), son ancien mari, qui a conservé les clés de l'appartement de son ex-femme, réapparaît...

## Fiche technique
- Titre : Rends-moi la clé
- Réalisation : Gérard Pirès, assisté de Philippe Lopes-Curval et John Lvoff
- Scénario : Nicole de Buron et Mathilde Péan
- Musique : Patrick Juvet
- Photographie : Gerry Fisher
- Son : Guy Rophe
- Pilote d'hélicoptère : Jean Thomas
- Pays d'origine :  France
- Format : couleurs
- Durée : 90 minutes
- Genre : comédie
- Date de sortie : 
  - France  - 8 avril 1981

## Distribution
- Jacques Dutronc : Nicolas Kervellec
- Jane Birkin : Catherine
- Guy Marchand : Charlie, l'ex-mari de Catherine
- Roland Bertin : Bob
- Nathalie Nell : Victoria
- Jean-Paul Muel
- Mathé Souverbie